# تيلينزيبين
تيلينزيبين (بالإنجليزية: Telenzepine)‏ هو مضاد انتقائي مسكاريني 1 المُستخدمة في علاج القُرحة الهضمية.